# Fierbinții de Sus, Ialomița
Fierbinții de Sus este un sat ce aparține orașului Fierbinți-Târg din județul Ialomița, Muntenia, România.